# Lega Amatori
La Lega Amatori (abbreviata LA)  è l’associazione dei club calcistici minori della Svizzera.

## La Lega
La struttura della Lega, che raggruppa il calcio dilettantistico elvetico, riflette in maniera piuttosto palese quella della Lega Nazionale Dilettanti italiana. Essa organizza infatti un campionato interregionale proprio, la Seconda Lega Interregionale, e coordina l’attività delle leghe regionali che gestiscono i tornei inferiori.

## Struttura
La Lega Amatori, organizza il campionato di Seconda Lega interregionale, Prima Lega Femminile, Coppa Svizzera senior 30+ / 40+.
Inoltre tramite le proprie Associazioni Regionali organizza: 2° Lega, 3° Lega,  4° Lega, 5° Lega.

## Associazioni regionali
| - AFV - Aargauischer Fussballverband (Canton Argovia) - AFBJ - Association de football Berne/Jura (Canton Berna/Canton Giura) - IFV - Innerschweizerischer Fussballverband (Svizzera Centrale) - FVNWS - Fussballverband Nordwestschweiz (Svizzera Nordoccidentale) - OFV - Ostschweizer Fussballverband (Svizzera Orientale) - SKFV - Solothurner Kantonal-Fussballverband (Canton Soletta) - FVRZ - Fussballverband Region Zürich (Regione di Zurigo) | - FTC - Federazione ticinese di calcio (Canton Ticino) - AFF - Association fribourgeoise de football (Canton Friburgo) - ACGF - Association cantonale genevoise de football (Canton Ginevra) - ANF - Association neuchâteloise de football (Canton Neuchâtel) - AVF - Association valaisanne de football (Canton Vallese) - ACVF - Association cantonale vaudoise de football (Canton Vaud) |